# 패자부활전 (영화)
"패자부활전"은 1997년 공개된 대한민국의 영화이다.
한편, 방송작가 출신 주찬옥씨가 시나리오를 썼고 현대그룹이 제작비 14억원 전액을 투자하여  화제가 되었으나 흥행에 실패했다.
아울러, 김시원 (화영 역)이 해당 영화를 통해 스크린 나들이를 했는데 해당 영화에 앞서 《런 어웨이》주인공 역에 거론됐으나 스케줄 문제로 인해 좌절됐다.

## 배역
- 김희선 : 은혜 역
- 장동건 : 민규 역
- 이진우 : 진우 역
- 김시원 : 화영 역
- 박소현 : 소정 역
- 이기상 : 인섭 역
- 박주희 : 큐레이터 역

## 수상
- 1997년 제18회 청룡영화상
  - 신인남우상 - 장동건